# Picris comosa
Picris comosa là một loài thực vật có hoa trong họ Cúc. Loài này được (Boiss.) P.D. Jackson miêu tả khoa học đầu tiên.